# Polystichum mayebarae
Polystichum mayebarae är en träjonväxtart som beskrevs av Tag. Polystichum mayebarae ingår i släktet Polystichum och familjen Dryopteridaceae. Inga underarter finns listade.